# Szama Grajer
Szama Grajer (* 17. April 1911 in Lublin; † 9. November 1942 ebenda) war ein polnisch-jüdischer Friseur, Gastronom und Zuhälter, Kollaborateur im Zweiten Weltkrieg und eine der einflussreichsten Persönlichkeiten im Lubliner Ghetto.
Vor dem Krieg war er eine bekannte Figur der Lubliner Unterwelt, die wegen Zuhälterei bestraft wurde. Während der deutschen Besatzung wurde er Spitzel der Gestapo. Bald wurde er zu einer der einflussreichsten Persönlichkeiten des Ghettos und erhielt den Spitznamen „Jüdischer König“. Er beging Betrug und Erpressung in großem Stil und teilte die Gewinne mit den Deutschen. Das von ihm betriebene Restaurant war ein beliebter Treffpunkt für Kollaborateure und Vertreter der Unterwelt, das auch von deutschen Beamten und SS-Offizieren gern besucht wurde. Nach Beginn der Aktion Reinhardt arbeitete Grajer aktiv mit den Deutschen bei großen Liquidierungsaktionen im Ghetto Lublin und im Warschauer Ghetto zusammen. Als unbequemer Zeuge finanzieller Machenschaften wurde er kurz nach der endgültigen Auflösung des Lubliner Ghettos von den Deutschen ermordet.
Szama Grajer war einer der berühmtesten jüdischen Kollaborateure im Zweiten Weltkrieg; um ihn ranken sich zahlreiche Mythen und Legenden.

## Lebenslauf

### Kindheit und Jugend
Er war das jüngste von sieben Kindern von Ari Lejba Grajer und Chaja Brucha, geborene Zandsztajn. Seine Eltern besaßen ein Mietshaus in der Ulica Zamkowa 3 in Lublin; Außerdem betrieben sie einen Teeladen in der Ul. Zamkowa 5 und ein Geschäft in der Ul. Szeroka 1. Beide Straßen existieren derzeit nicht. Grajers Vater war mit der Lubliner Unterwelt verbunden. Er soll an Diebstählen beteiligt gewesen sein und sein Teehaus war ein beliebter Treffpunkt für Kriminelle, Prostituierte und andere Vertreter der sozialen Randgruppen.
Szama besuchte bis zur siebten Klasse die Schule und machte nach seinem Abschluss eine Lehre als Friseur. In den Jahren 1934–1935 absolvierte er in Zamość den Wehrdienst beim leichten Artillerieregiment der 3. Legion. Er verließ die Reihen der polnischen Armee als Reservekorporal.
Er war wahrscheinlich das einzige Kind seines Vaters, das in dessen illegale Geschäfte verwickelt war. Bereits vor Ausbruch des Zweiten Weltkriegs wurde er zu einer bekannten Figur der Lubliner Unterwelt und seine Aktivitäten erregten sogar das Interesse der lokalen Presse. Er war zusammen mit seiner Geliebten, einer acht Jahre älteren ehemaligen Prostituierten namens Gołda Małc. Einige Quellen geben an, dass sie mit Grajer verheiratet war (vgl. Sachslehner 2016, S. 236 und Radzik 1999, S. 247). Von Adam Kopciowski erhaltene Gerichtsunterlagen aus der Vorkriegszeit belegen, dass Grajer Gołda eine Heirat in Aussicht stellte, sich jedoch nicht dazu entschloss, die Beziehung zu formalisieren. Die beiden sollen sich 1927 kennengelernt haben, lange Zeit war Grajer de facto Gołdas Liebhaber. Er betrieb ab 1933 ein Bordell in der Ul. Złota 1 in der Altstadt. 1937 erwarb er ein Handwerksdiplom und eröffnete anschließend einen Friseursalon in der Krakowskie Przedmieście 24.
Im Juni 1937 wurden Grajer und Małc verhaftet, wahrscheinlich aufgrund von Denunziationen des Besitzers eines Konkurrenzlokals. Mit Urteil des Bezirksgerichts Lublin vom 2. November desselben Jahres wurde Grajer zu drei Jahren Haft verurteilt, seine Geliebte und Komplizin zu vier Jahren Haft. Gleichzeitig beschlagnahmte der Gerichtsvollzieher den ihm gehörenden Friseursalon. Grajer verbüßte seine Strafe auf der Lubliner Burg. Er diente dort als Gefängnisfriseur und war gleichzeitig höchstwahrscheinlich ein heimlicher Informant für den Gefängniswärter.

### Der Zweite Weltkrieg

#### Die ersten Jahre der Besatzung
Einige Zeugen behaupten, Grajer sei im September 1939, noch bevor die Deutschen in Lublin einmarschierten, geflohen oder aus dem Gefängnis entlassen worden. Kurz nach Beginn der Besatzung wurde er jedoch erneut verhaftet. Den meisten Quellen zufolge wurde er unter dem Vorwurf festgenommen, einen Volksdeutschen angegriffen zu haben. Die populärste Version, die im Ghetto kursierte, war, dass Grajer einen Volksdeutschen schlug, der in einer Brotschlange stehende Juden quälte. Einem anderen zufolge entpuppte sich der Volksdeutsche als zufälliger Passant, den Grajer während einer Schlägerei unter Alkoholeinfluss verprügelte. Eine andere Version, die in einem der Berichte zitiert wird, besagt, dass der Grund für die Festnahme die Ermordung eines polnischen Wachmanns war, der wohlhabende Juden erpresste. Adam Kopciowski schließt jedoch nicht aus, dass keine dieser Versionen wahr war und Grajer tatsächlich die gesamte Vorkriegszeit absaß oder kurz nach seiner Flucht aus dem Gefängnis verhaftet wurde.
Während seiner Gefangenschaft auf der Lubliner Burg gelang es Grajer, das Vertrauen der Deutschen zu gewinnen. Als Gefängnisfriseur schnitt und rasierte er Gestapobeamte. Er wurde bald von ihnen als geheimer Informant rekrutiert. Spätestens im Herbst 1940 verließ er das Gefängnis. Nach seinem Aufenthalt im Lubliner Ghetto erlangte er schnell den Ruf eines Mannes, der dank seiner engen Beziehungen zu den Besatzern viele Angelegenheiten regeln konnte – gegen ein angemessenes Honorar. Manchmal, vielleicht aus Imagegründen, leistete er seinen Landsleuten auch selbstlose Hilfe. Er unterstützte unter anderem die Freilassung mehrerer jüdischer Frauen aus der Haft, die unter dem Vorwurf inhaftiert waren, keine Armbinden mit dem Davidstern zu tragen. Später wurde er sogar gebeten, bei der Rückführung von Verwandten nach Lublin zu helfen. Gleichzeitig nutzte er seine Kontakte zu den Deutschen, um sich mit seinen Rivalen aus der Lubliner Unterwelt auseinanderzusetzen, die für seine Verhaftung vor dem Krieg verantwortlich waren.
Im Herbst oder Winter 1941 eröffnete er mit Zustimmung der deutschen Behörden ein Restaurant in einem Mietshaus in der Ul. Lubartowska 15, im südlichen Teil des Ghettos. Das Restaurant servierte Gerichte, die angesichts der Besatzungsbedingungen exquisit waren; es gab auch ein Orchester, das aus jüdischen Musikern bestand, die vor dem Krieg populär gewesen waren. Grajers Restaurant wurde zu einem beliebten Treffpunkt für jüdische Kollaborateure und Vertreter der Unterwelt. Auch Mitglieder des Judenrates sowie SS- und Polizeibeamte waren dort häufig zu Gast. Letztere versorgte der Besitzer mit Prostituierten und Alkohol. Die wichtigsten Bewohner des Ghettos, darunter Abstinenzler, besuchten regelmäßig das Restaurant in der Ul. Lubartowska, um Grajers Zorn nicht auf sich zu ziehen. Einige Deutsche gingen davon aus, dass es sich bei ihm nur um einen „Posten“ handelte, und der wahre Besitzer des Geländes sei der SS- und Polizeikommandant des Bezirks Lublin, SS-Brigadeführer Odilo Globocnik gewesen.
Grajer versammelte etwa ein Dutzend Kollaborateure um sich, die meist aus dem kriminellen Umfeld der Vorkriegszeit oder aus anderen sozialen Randbereichen stammten. Mit Zustimmung der Deutschen übernahm seine Gruppe die Kontrolle über den Lebensmittelschmuggel und den illegalen Handel mit Gold und Wertgegenständen. Grajer kassierte hohe Bestechungsgelder von Menschen, denen Abschiebung oder andere Repressionen drohten. Von den reichen Juden, die sein Restaurant besuchten, erpresste er Geld, Gold und Wertgegenstände (normalerweise unter dem Vorwand angeblicher „Schulden“), und drohte denen, die sich widersetzten, mit dem Eingreifen der Gestapo. Er teilte seine Gewinne höchstwahrscheinlich mit den Deutschen. Es gab Gerüchte, dass Juden im hinteren Teil seines Restaurants gefoltert wurden, um Geld oder Wertsachen von ihnen zu erpressen. Er denunzierte auch bei der Gestapo jene Juden an, die Gold oder wertvolle Güter versteckten.
Grajer und seine Mitarbeiter strebten grundsätzlich keine prominenten Positionen in den Strukturen des Judenrates und anderer offizieller Institutionen an, sondern bemühten sich, bei Bedarf informell Einfluss auf deren Tätigkeit zu nehmen. Grajer arbeitete unter anderem sehr eng mit dem Kommandanten des Jüdischen Ordnungsdienstes, Mendel Goldfarb, und vermutlich auch mit dem Vizepräsidenten und späteren Präsidenten des Lubliner Judenrats – Marek Alten zusammen. Seine Gruppe unterhielt auch Kontakte zu polnischen Kriminellen, die auf der „arischen Seite“ agierten.
Im Ghetto war Grajer auch für seine Schönheit und Eleganz bekannt. Nechama Tec erwähnte, dass sein Aussehen dem Filmliebhaber Rudolph Valentino ähnelte.
Einige Quellen berichten, dass Grajers Gruppe, die Offizieren aus dem Büro des SD-Kommandanten und der Sicherheitspolizei in Lublin (KdS Lublin) unterstellt war, mit einem anderen Netzwerk jüdischer Informanten konkurrierte, das unter der Schirmherrschaft von SS-Männern aus dem Stab der Arbeitskräfte aus dem Arbeitslager an der Ul. Lipowa operierte. Letztere nutzten häufig die Gelegenheit, um der „Konkurrenz“ zu schaden, indem sie Grajers Restaurant demolierten, Alkohol- und Lebensmittelvorräte konfiszierten, Angestellte verprügelten oder zur Zwangsarbeit verurteilten. Konkurrenz bekam die Grajer-Gruppe auch durch das Ende 1941 gegründete „Amt für Desinfektion und Entlausung“, bei dem es sich eigentlich um eine halboffizielle deutsche Behörde handelte. Grajer ging aus diesem Wettbewerb als Sieger hervor, indem er berichtete, dass der Leiter des Amtes, Bolesław Tenenbaum, ohne Wissen der Deutschen erhebliche Mengen an Gold und Geld einsammelte. Als die Durchsuchung den Wahrheitsgehalt der Denunziation bestätigte, wurde Tenenbaum erschossen und das „Büro“ im April 1942 aufgelöst.

#### Beginn der Deportationen
In der Nacht vom 16. auf den 17. März 1942 begannen die Deutschen mit der Liquidierung des Lubliner Ghettos. In weniger als einem Monat wurden fast 26 000 bis 28 000 Menschen in das Vernichtungslager Belzec deportiert, etwa 1,5 000 bis 2 000 wurden erschossen. Die noch in der Stadt verbliebenen etwa achttausend Juden wurden im neuen Ghetto Majdan-Tatarski untergebracht, doch innerhalb weniger Tage halbierte sich diese Zahl durch nachfolgende „Selektionen“ und Massenhinrichtungen. Während dieser Ereignisse richtete das Hauptquartier der „Vertreibungsoperation“ seine Kommandozentrale in Grajers Haus ein. Grajer versorgte die für die Deportationen verantwortlichen SS-Männer mit Alkohol und Essen, und in ihrer Freizeit wurden sie durch das in den Räumlichkeiten spielende Orchester unterhalten. Eine spezielle Telefonleitung verband das Restaurant mit dem Büro des SS-Brigadeführers Globocnik, und manchmal wurden Anrufe vom Besitzer des Lokals persönlich entgegengenommen. Angeblich sagte er, wenn er ans Telefon ging: „Hier ist Gestapo – Grajer“. (Siehe Sachslehner 2016, S. 238 und Kopciowski 2020, S. 178).
Während der „Vertreibungsaktion“ im Frühjahr nutzten die Deutschen Grajer und seine Gruppe, um Desinformation zu verbreiten, Flüchtlinge zu fangen und Geld und Wertsachen von den Lubliner Juden zu erpressen, wobei Grajer als Gegenleistung einige Personen aus den Transporten nach Bełżec herausholen sollte. Mit Zustimmung der Deutschen fungierte er als Vermittler beim Verkauf von Dokumenten, die vor der Deportation schützen sollten. Es kam jedoch vor, dass er trotz Bezahlung die versprochenen Unterlagen nicht lieferte oder diese sich als wertlos herausstellten. Sujka Erlichman-Bank erinnerte daran, dass Grajer während der „Aktion“ zur Maharshal-Synagoge ging, wo sich Juden versammelten, die auf die Deportation warteten, und anbot, ihnen gegen eine Gebühr von 500 Zloty pro Person eine Arbeitserlaubnis zu besorgen. Den Zahlern übergab er die versprochenen Dokumente, die sich jedoch als falsch herausstellten und ihre Besitzer nicht vor der Deportation nach Belzec schützten. Zusammen mit einigen Vertretern des Judenrats und Beamten des Jüdischen Ordnungsdienstes beteiligte er sich außerdem an der Sammlung von Geld- und Wertgegenständen als „Spende“, die angeblich die Deportation stoppen sollte. Kopciowski geht davon aus, dass Grajers geschickte Intrigen beim Sammeln dieser „Spende“ zum Tod seines Konkurrenten Bolesław Tenenbaum geführt haben. (Siehe: Kopciowski 2020, S. 181). Einige Zeugen erinnerten sich, dass Grajer auf Befehl der Deutschen die auf den Transport nach Bełżec wartenden Juden beruhigte und ihnen versicherte, dass sie nichts zu befürchten hätten, weil sie „im Osten angesiedelt“ würden. Zudem soll er mit einem Megaphon durch die Straßen des Ghettos gelaufen sein und die Bewohner aufgefordert haben, ihre Verstecke zu verlassen. Darüber hinaus sollte Grajer einem Bericht zufolge zusammen mit Zivilbeamten der Gestapo auf dem Bahnhof in Lublin patrouillieren und nach Juden suchen, die aus der Stadt fliehen wollten. Die gefangenen Flüchtlinge sollten im Keller der Station getötet werden. Einem anderen Bericht zufolge wurden am Bahnhof gefangene Juden ins Ghetto gebracht und in Grajers Restaurant erschossen.
Nach Beendigung der „Aktion“ zog Grajer in das neue Ghetto. Seine Mutter, sein Bruder und seine Schwägerin sowie zwei Schwestern und ihre Ehemänner lebten bei ihm. Grajer kümmerte sich auch um andere Familienmitglieder; es gelang ihm sogar, seinen Schwager aus Grodno und seinen Onkel und seine Familie aus Warschau nachzuholen. Die deutschen Behörden bewilligten ihm zwei Häuser in der Ul. Tatarski Majdan 9 und 11; in einem von ihnen eröffnete er das Restaurant wieder.
Zu diesem Zeitpunkt war er bereits zu einer Art Persönlichkeit des öffentlichen Lebens geworden. Die Deutschen gaben ihm den Spitznamen „jüdischer König“, während er unter den Ghettobewohnern als „jüdischer Kaiser“ oder „Kaiser Schamele“ bekannt war. Sein Status wurde auch dadurch belegt, dass Grajer nach seiner Umsiedlung nach Majdan-Tatarski den J-Ausweis (Es handelte sich um ein Dokument, das das Recht auf Leben im Ghetto Majdan Tatarski bescheinigte. (Siehe: Kopciowski 2020, S. 182)) Nr. 2 erhielt, was bedeutet, dass er in der Liste der Ghettobewohner direkt nach dem Vorsitzenden des Judenrats, Marek Alten, aufgeführt wurde. Seine Räumlichkeiten wurden weiterhin eifrig von deutschen Beamten, Offizieren und jüdischen Spitzeln besucht.
Zu einem unbestimmten Zeitpunkt, wahrscheinlich im Frühjahr 1942, beendete Grajer seine langjährige Beziehung mit Gołda Małc. Am 6. Mai desselben Jahres heiratete er die 20-jährige Mina Fiszman. Sie wurden von einem Rabbiner getraut und Gestapo-Beamte nahmen an der großen Hochzeit teil. Sowohl die Umstände der Eheschließung als auch die Hochzeitsfeier fanden im Ghetto große Resonanz und sind von vielen Legenden umgeben, deren Überprüfung bis heute sehr schwierig ist. Auch über das Schicksal von Gołda Małc gibt es widersprüchliche Angaben; es ist nur bekannt, dass sie sich nach der Frühjahrs-„Aktion“ in Majdan-Tatarski befand. Einigen Berichten zufolge soll Grajer sie gezwungen haben, einen bestimmten Chauffeur zu heiraten, anderen zufolge töteten die von ihm gesandten Deutschen Małc oder schickten sie nach Majdanek.
In der ersten Hälfte des Jahres 1942 wurde Grajer regelmäßig von den Deutschen in das Warschauer Ghetto verschleppt. Dort war er auch während der „Großen Aktion“ anwesend. Adam Kopciowski vermutet, dass ihm die Deutschen ähnliche Aufgaben wie bei der früheren „Aktion“ in Lublin übertragen haben: Desinformationen verbreiten, als Agent agieren, Geld und Wertgegenstände erpressen. Bei der Ausführung dieser Aufgaben arbeitete Grajer wahrscheinlich sowohl mit lokalen Vertrauten und Kollaborateuren zusammen und konkurrierte auch mit ihnen. Es ist möglich, dass er als Protegé des aus Lublin stammenden Stabes der „Vertreibungsaktion“ den Tod von zwei einflussreichen Persönlichkeiten des Warschauer Ghettos herbeigeführt hat: Moryc Kohn und Zelig Heller. Einem Bericht zufolge nahm er auch an „Selektionen“ auf dem Warschauer Umschlagplatz teil. Später soll er damit geprahlt haben, dass er „11.000 Juden mit eigenen Händen nach Treblinka verschickt“ habe. Johannes Sachslehner vermutet, dass Odilo Globocnik selbst hinter Grajers Entsendung nach Warschau gesteckt haben könnte, in der Hoffnung, dass Grajer ihm helfen würde, an Geld oder Wertgegenstände der dortigen Juden zu kommen.
Grajer blieb ein Schrecken der Lubliner Juden. Einmal lud er angeblich die reichsten Bewohner des Ghettos zu sich nach Hause ein und verlangte von jedem von ihnen die Rückzahlung angeblicher Schulden von bis zu 20.000 Zloty. Er nahm an den „Selektionen“ teil, die die Deutschen am 20. April, 2. September und 24. Oktober 1942 in Majdan-Tatarski durchführten. Zeugen erinnerten sich, dass er „gekleidet wie ein SS-Mann mit Peitsche“ umherlief und die Deutschen auf Menschen hinwies, mit denen er private Streitigkeiten hatte. Gleichzeitig servierten Kellnerinnen seines Restaurants den SS-Männern Snacks und Getränke. Er kassierte auch hohe Bestechungsgelder von Menschen, die ihre Angehörigen aus dem Lager Majdanek herausholen wollten.  Andererseits sind Einzelfälle bekannt, in denen er völlig selbstlos seine Landsleute vor der Verhaftung oder Deportation rettete oder es schaffte, sie aus Majdanek oder dem Burggefängnis herauszuholen.

#### Tod
Am 9. November 1942 begannen die Deutschen mit der endgültigen Auflösung des Ghettos Majdan-Tatarski. Grajer spürte die Gefahr, die ihm drohte, unternahm jedoch keinen Versuch zu fliehen oder sich zu verstecken. Vielleicht hoffte er, dass seine Beschützer ihm als Gegenleistung für seine bisherigen „Verdienste“ erlauben würden, nach Ungarn zu gehen oder ihn als offiziellen Gefangenen in Majdanek oder auf der Lubliner Burg unterzubringen. Laut Sachslehner bestand seine einzige Angst darin, in das Arbeitslager in der Ul. Lipowa zu kommen, weil der örtliche Kommandant, SS-Untersturmführer Wolfgang Mohwinkel, ihm gegenüber besonders feindselig eingestellt war.
Zusammen mit seinen Kollegen leistete er den Deutschen auch bei der letzten Liquidationsaktion Hilfe. Er wurde kurz nach dem Ende getötet. Dies geschah am 11. oder 13. November; am selben Tag wurden auch Marek Alten und Mendel Goldfarb ermordet. Jüdische Berichte enthalten sehr unterschiedliche Versionen über die Umstände seines Todes. Aus Aussagen ehemaliger SS-Männer, die nach dem Krieg in Westdeutschland vor Gericht gestellt wurden, geht jedoch hervor, dass Grajer und die beiden anderen prominenten Persönlichkeiten von einem Sonderkommando zur Hinrichtung unter dem Kommando von SS-Hauptsturmführer Hermann Worthoff (Leiter der Judenabteilung im KdS Lublin) und SS-Untersturmführer Harry Sturm liquidiert wurden. Die SS-Männer seien zu Grajers Haus gekommen und ihm befohlen haben, sein gesamtes Hab und Gut in zwei Autos zu packen, und dann, während eines „freundschaftlichen Gesprächs“, schoss ihm einer der Deutschen in den Kopf. (Es konnte nicht eindeutig festgestellt werden, wer den Abzug betätigte. Worthoff und Sturm beschuldigten sich gegenseitig dieses Verbrechens; es wurde auch einem SS-Fahrer namens Hübner zugeschrieben (siehe: Kopciowski 2020, S. 191)). Letztlich wurden Worthoff und Sturm vom Vorwurf des Mordes an Grajer mangels ausreichender Schuldbeweise freigesprochen (siehe: Sachslehner 2016 ↓, S. 248). Auch seine schwangere Frau wurde ermordet. Die übrigen Familienmitglieder wurden nach Majdanek gebracht.
Die Hinrichtung des „jüdischen Königs“ und anderer prominenter Persönlichkeiten wurde höchstwahrscheinlich von Globocnik selbst angeordnet, um unbequeme Zeugen seiner illegalen Geschäfte loszuwerden. Laut einigen Quellen befahl Globocnik, die Leichen von Grajer, Alten und Goldfarb zu fotografieren, um zu beweisen, dass sie tatsächlich getötet wurden. Einem anderen Bericht zufolge sei er persönlich in das verlassene Ghetto gegangen, um sicherzustellen, dass sein Befehl ausgeführt wurde.
Grajer wurde in einem Massengrab in Majdan-Tatarski beigesetzt. 1988 wurde das Grab zufällig gefunden. Die dort gefundenen menschlichen Überreste (ca. 190 an der Zahl) wurden 1991 exhumiert und auf dem jüdischen Friedhof an der Ul. Walecznych beigesetzt.

## In Erinnerung und Kultur
Szama Grajer war einer der berühmtesten jüdischen Kollaborateure im Zweiten Weltkrieg. Seine Figur erscheint auf den Seiten fast aller Berichte und Erinnerungen aus dem Lubliner Ghetto. Er wird meist eindeutig negativ dargestellt, als eine Figur, die allgemein Angst und Hass auslöst. Einige Berichte zeichnen jedoch ein differenzierteres Bild und beschreiben Grajer als eine Art „Gangster-Philanthrop“, der nicht ohne menschliche Empfindungen ist. Wie Adam Kopciowski betont:

„Im Laufe der Jahre ist die Geschichte von Grajers Leben zu einer Art Legende geworden, und viele Aspekte seiner beruflichen „Karriere“ waren weitreichenden Verzerrungen, absichtlichen oder unbeabsichtigten Verzerrungen und teilweiser Mythologisierung ausgesetzt.“

Die Figur Grajer taucht in Marcin Wrońskis Kriminalroman A na imię jej będzie Aniela (2013) auf, dessen Handlung im besetzten Lublin spielt.